# Andrena negevana
Andrena negevana là một loài Hymenoptera trong họ Andrenidae. Loài này được Gusenleitner & Scheuchl mô tả khoa học năm 2000.